# Муравйов-Апостол Матвій Іванович

Матві́й Іва́нович Муравйо́в-Апо́стол(18 квітня 1793, Петербург — 21 лютого 1886) — декабрист, підполковник у відставці, брат Сергія й Іполіта Муравйових-Апостолів. Нащадок (по лінії матері батька, Муравйова-Апостола Івана Матвійовича)  Данила Петровича Апостола, українського гетьмана (1727–1734 рр.).

## Життєпис
Походить із дворян. Народився у Петербурзі. Батько — Муравйов-Апостол Іван Матвійович (01.10.1768 — 12.03.1851), письменник, член Російської академії, посол в Гамбурзі та Мадриді, мати — Ганна Семенівна Черноєвич (померла 28.03.1810). За батьком — 3478 душ. До 1802 року разом з братом Сергієм виховувався в Парижі у пансіоні Хікса, потім у  Петербурзі в корпусі інженерів шляхів сполучення. Вступив на службу підпрапорщиком до лейб-гвардії  Семенівського полку в 1811 року. Учасник Вітчизняної війни 1812 року і закордонного походу.
1817 — поручик, призначений ад'ютантом до малоросійського генерал-губернатора князя М. Г. Рєпніна-Волконського (Полтава).
1819 — штабс-капітан.
1821 — переведений до лейб-гвардії Єгерського полку, залишаючись на посаді ад'ютанта Рєпніна.
1822 — майор Полтавського піхотного полку.
1823 — вийшов у відставку підполковником. Мешкав у маєтку Хомутець Миргородського повіту Полтавської губернії.
1816 — 1820 — масон, член ложі «З'єднаних друзів» і «Трьох чеснот».
Один із засновників Союзу спасіння, учасник московської змови 1817.
Член Союзу благоденства, член Південного товариства. Брав участь у нарадах декабристів в Петербурзі 1820 року. Учасник повстання Чернігівського полку. Наказ про арешт підписаний 19 лютого 1825. Заарештований 29 грудня 1825, визволений офіцерами Чернігівського полку, повторно заарештований 3 січня 1826, відправлений до Білої Церкви, звідти до Москви, із Москви до Петербурга до Петропавлівської фортеці.
Засуджений за 1 разрядом до страти, яку замінено 20-річною, а потім 15-річною каторгою. За наказом імператора одразу переведений на поселення до Сибіру. Прибув до Бухтарминської фортеці 29 серпня 1829 року.
За амністією 26 серпня 1856 року поновлений у колишніх правах, пізніше було повернено нагороди і дозволено їх носити.
Помер в 1886 році у Москві, похований на кладовищі Новодівочого монастиря.

## Нагороди
- Російська імперія
  - Військовий орден святого Георгія (1812)
  - Орден Святої Ганни
    - 4-тя ступінь (1814)
- Пруссія (королівство)
  - Кульмський хрест